# Monroe (Carolina del Nord)
Monroe és una població dels Estats Units i seu del comtat de Union a l'estat de Carolina del Nord. Segons el cens del 2000 tenia 26.228 habitants.

## Demografia
Segons el cens del 2000, Monroe tenia 26.228 habitants, 9.029 habitatges i 6.392 famílies. La densitat de població era de 412,2 habitants per km².
Dels 9.029 habitatges en un 33,7% hi vivien nens de menys de 18 anys, en un 49% hi vivien parelles casades, en un 15,9% dones solteres, i en un 29,2% no eren unitats familiars. En el 23,3% dels habitatges hi vivien persones soles el 8,3% de les quals corresponia a persones de 65 anys o més que vivien soles. El nombre mitjà de persones vivint en cada habitatge era de 2,83 i el nombre mitjà de persones que vivien en cada família era de 3,27.
Per edats la població es repartia de la següent manera: un 26,9% tenia menys de 18 anys, un 11,6% entre 18 i 24, un 32,6% entre 25 i 44, un 18% de 45 a 60 i un 10,8% 65 anys o més.
L'edat mediana era de 31 anys. Per cada 100 dones de 18 o més anys hi havia 101,1 homes.
La renda mediana per habitatge era de 40.457 $ i la renda mediana per família de 44.953 $. Els homes tenien una renda mediana de 30.265 $ mentre que les dones 22.889 $. La renda per capita de la població era de 17.970 $. Entorn de l'11,7% de les famílies i el 17,2% de la població estaven per davall del llindar de pobresa.

## Poblacions més properes
El següent diagrama mostra les poblacions més properes.